# Comuna Halliste
Halliste este o fost comună (vald) în sudul județului Viljandi, Estonia. Are o populație de 1.838 de locuitori și o suprafață de 266,4 km².
24 octombrie 2017 Karksi, Halliste, Abja și Mõisaküla, sa alăturat unei noi comună Mulgi.